# Eduardo Moreno Díez
Eduardo Moreno Díez (Villalón de Campos, Valladolid, 16 de octubre de 1930 - Valladolid, 8 de enero de 2002) fue un profesor, escritor y político español.
Fue Diputado de la Constituyente y Primera Legislaturas, Consejero de Economía y Hacienda del Consejo General de Castilla y León y gobernador civil de Guadalajara entre 1982 y 1986.

## Biografía
Primogénito de una familia de diez hijos, en 1953, la situación económica y el clima político españoles le hacen emigrar a Venezuela, donde se adhiere al movimiento Libertad para España, en cuyas filas se encuentra, entre otras personalidades, Eduardo Ortega y Gasset. De vuelta a España, conoce a Dionisio Ridruejo y colabora con él en la Unión Social Demócrata Española (USDE). Tras la muerte de Dionisio Ridruejo y la extinción de la USDE, funda el Partido Socialdemócrata de Castilla y León, que, más tarde, se integrará en la Unión de Centro Democrático (UCD). Es elegido Diputado por Valladolid en 1977 y Consejero de Economía y Hacienda del Consejo General de Castilla y León. En 1982, acepta la presidencia de la Comisión Ideológica del Partido de Acción Democrática (PAD) que lidera Francisco Fernández Ordóñez. Ese mismo año es nombrado gobernador civil de Guadalajara, permaneciendo en el cargo hasta 1986, fecha en la que abandona, definitivamente, la política.

## Vida privada
Contrajo matrimonio con Anastasia Olimpia y tuvo 3 hijos : Eduardo , Elena , Gerardo.

## Obras
- 1977, Socialdemocracia y Regionalismo (Valladolid, Partido Socialdemócrata de Castilla y León).
- 1981, España, inquietud y esperanza (Madrid, Centro de Estudios Dionisio Ridruejo).[2]